# Lorenne Teixeira
Lorenne Maria Geraldo Teixeira est une joueuse de volley-ball brésilienne née le 8 janvier 1996 à Conselheiro Lafaiete (Minas Gerais). Elle mesure 1,87 m et joue au poste d'attaquante. 

## Clubs
| Club                       | De        | À         |
| -------------------------- | --------- | --------- |
| Mackenzie Esporte Clube    | 2007-2008 | 2012-2013 |
| ADC Bradesco               | 2013-2014 | 2013-2014 |
| Esporte Clube Pinheiros    | 2014-2015 | 2014-2015 |
| Rio de Janeiro Volêi Clube | 2015-2016 | 2015-2016 |
| Sesi-SP                    | 2016-2017 | 2016-2017 |
| Osasco Voleibol Clube      | 2017-2018 | 2018-2019 |
| GR Barueri                 | 2019-2020 | 2019-2020 |
| Rio de Janeiro Volêi Clube | 2020-2021 | …         |

## Palmarès

### Équipe nationale
- Ligue des nations
  - Finaliste : 2019.
- Championnat d'Amérique du Sud
  - Vainqueur : 2019.
- Championnat du monde des moins de 23 ans
  - Vainqueur : 2015.
- Championnat d'Amérique du Sud  des moins de 23 ans
  - Vainqueur : 2016.
- Championnat du monde des moins de 20 ans
  - Finaliste : 2015.
- Championnat d'Amérique du Sud  des moins de 20 ans
  - Vainqueur : 2014.
- Coupe panaméricaine des moins de 18 ans
  - Vainqueur : 2013.
- Championnat d'Amérique du Sud  des moins de 18 ans
  - Finaliste : 2012.

### Clubs
- Championnat sud-américain des clubs
  - Vainqueur : 2016.
- Championnat du Brésil
  - Vainqueur : 2016.
- Coupe du Brésil
  - Vainqueur : 2016, 2018.
- Supercoupe du Brésil
  - Vainqueur : 2015.
  - Finaliste : 2018.

### Distinctions individuelles
- Championnat du monde de volley-ball féminin des moins de 20 ans 2015: Meilleure attaquante[1].
- Championnat d'Amérique du Sud de volley-ball féminin 2019: MVP[2].